# Битва під Іліпою
Би́тва під Ілі́пою — військове протистояння, що відбулося під час Другої Пунічної війни, навесні 206 року до н. е., між легіонами Римської республіки на чолі з Публієм Корнелієм Сципіоном Африканським та армією Карфагену під командуванням Гасдрубала Ґісґона і Магона Барки. Це сталося в околицях Алькала-дель-Ріо, міста, яке ототожнюють з римським містом Іліпа, розташованим на правому березі річки Гвадалквівір. Існує історіографічна дискусія щодо місця битви, оскільки деякі автори вважають, що вона відбулася на лівому березі. Результатом стала рішуча перемога римлян, яка призвела до відступу карфагенян і завоювання римлянами Іспанії.

## Передумови
Навесні 206 р. до н. е. Гасдрубал, син Гісгона, вийшов із Гадеса, провів набір воїнів у Лузітанії та Бетіці, а потім під Іліпою — містом на правому березі Бетіса — з'єднався із силами Магона Баркіда. Зухвале захоплення Сципіоном Карфагена — означало втрату карфагенянами Леванту, що дозволило римлянам розширитися в напрямку басейну Бетіс — Гвадалквівір -, де вони здобули велику перемогу при Бекулі — Санто-Томе -, що унеможливило відправку підкріплень Ганнібалу Барці на Італійський півострів. Крім того, незабаром після цього вони втратили срібні копальні Кастуло — Лінарес, що значно зменшило їхню здатність набирати більше найманців. Після цієї поразки на півострові залишилося лише від 25 000 до 30 000 карфагенських солдатів, які пізніше отримали підкріплення, що складалося з 20 000 воїнів та слонів з Африки.
Ганнон Старший і Магон Барка були відправлені в Кельтиберію, але Сципіон наказав легату Марку Юнію Сілану виступити проти них, розбивши їх при Оронгісі з 3000 піхотинців і 500 вершників,11 розкидавши його союзників, захопивши Ганнона і змусивши Магона тікати в Гадес — Кадіс. Після цієї поразки сили карфагенян скоротилися до 35 000 або 38 000, з яких 20 000 перебували в Баетиці, тому вони почали набирати турдетанів, щоб замінити понесені втрати. Перша спроба Сципіона завоювати Нижню Баєтику виявила, що кожне місто було укріплене сильним гарнізоном, і, розуміючи, що взяти кожне місто буде занадто дорого, він відійшов до своєї зимової ставки в Таррако — Таррагоні. Він вирішив, що найкраще спровокувати велику вирішальну битву. Карфагеняни отаборилися в Іліпі,  місті, розташованому на пагорбах, з рівниною перед ним, що ідеально підходила для битви. Сципіон виступив проти них з основною частиною своєї армії. і, досягнувши околиць, розбив табір на невисоких пагорбах перед своїм ворогом.
Сципіон відмовився витрачати час і сили на дрібні бої та облоги, залишивши ворожі міста з гарнізонами позаду, просуваючись через Бастетанію, ймовірно, вздовж північного берега Бетісу. Карфагеняни переправилися через річку в місці, яке зараз називається Вадо-де-лас-Естакас, намагаючись опинитися між переправою і римським табором, розташованим на пагорбі, який зараз називається Пелагатос оскільки це був єдиний спосіб захистити срібні копальні регіону.

## Сили сторін

### Карфаген
Тіт Лівій вважає, що Карфагеняни мали 50 000 піхотинців і ще 4500  одиниць кінноти. Однак він сам визнає, що деякі джерела оцінюють кількість піхоти в 70 000, але щодо кінноти існує певна згода. Британський дослідник Говард Хейз Скаллард, зменшує чисельність карфагенського війська лише до 35 000 бійців. Більше половини їхнього війська було набрано у внутрішніх землях, особливо в Баетиці і Турдетанії.

### Римляни
У 211 р. до н. е., оскільки Рим бажав мати постійну армію в Іспанії. Гай Клавдій Нерон висадився в Таррако з 10 000 піхотинців і 1 000 вершників, що дорівнювало двом легіонам. Щоб збільшити свій контингент, він озброїв екіпажі своїх кораблів.  так, що міг розраховувати на 13 000 солдатів. Через рік його змінив на посаді командувача Сципіон, який привів з Італії  підкріплення у вигляді 12 000 бійців. До останніх додалися рештки війська його батька та дядька, знищеного при Бетісі, що становило до розгрому два легіони.
Тіт Лівій стверджує, що Мандоній та Індібіл під час свого повстання набрали 20 000 піхотинців і 2500 вершників у 206 році до н. е.37 і 30 000 піхотинців і 4000 вершників наступного року; ймовірно, вони поставили таку ж кількість воїнів під час кампанії Сципіона. Це узгоджується з думкою багатьох сучасних дослідників, які вважають, що більше половини армії Сципіона складалася з кельтських союзників дійсно, згадується, що легіонерів було занадто мало, щоб вести битву, але вони взяли на себе основний тягар бою.

## Битва
Протягом кількох днів  пунійці виводили свої війська в бойовий порядок на рівнину, і римляни робили те саме, але ні ті, ні інші не наважувалися атакувати і відходили в сутінках. Сципіон помітив, що Гасдрубал завжди шикував своїх бійців  пізно вранці, з лівійською важкою фалангою в центрі, щоб зіткнутися з легіонами та їхніми іспанськими союзниками на флангах, зі слонами попереду.
На одну ніч він віддав письмовий наказ залишити коней у сідлах, хоча і вкритих. Наступного ранку він наказав своїм трибунам дати солдатам сніданок, як тільки розвидниться, і негайно вишикуватися в бойовий порядок на рівнині. Це було зроблено з великою швидкістю, в той час як легка піхота і кавалерія наблизилися до ворожих аванпостів. За їхніми вершниками йшли велліти, які билися з інтервалами, змінюючи один одного. Незабаром після цього, рано вранці, легіони зайняли свої позиції на рівнині

Бойовий порядок у попередні дні.

### Фінальне протистояння

Зміна бойового порядку римлян Сципіоном та його атака на карфагенські фланги

Африканці були абсолютно здивовані і змушені були поспішно вишикуватися разом зі своїми воїнами, що постили. Гадрубал, побачивши авангард так близько до свого табору, наказав своїй кінноті і легкій піхоті вийти йому назустріч, намагаючись відтягнути легіони до підніжжя пагорба, в той час як важкій кінноті він наказав готуватися до бою. Його піхота залишила табір, вишикувавшись у звичний спосіб.  Зіткнення легких військ тривало протягом усього ранку, легкі війська то відступали на свої позиції, то знову поверталися до бою.
Нарешті, коли вони опинилися на відстані кілометра від ворога,Сципіон пропустив своїх розвідників через проміжки між маніпами і наказав атакувати фронтально.  Ці війська були залишені як резерви за римськими флангами. Однак війська на флангах, якими командували він сам — праворуч — і Сілан та Луцій Марцій Септим — ліворуч, підійшовши на деяку відстань, почали розвертатися, як піші, так і кінні воїни, завжди маючи попереду веллітів і прискорюючи під час цього руху марш.
Легіони на флангах зіткнулися з ворожими флангами. Тим часом їхній центр, що складався з іспанців, повільно просувався вперед, ще не вступаючи в контакт. На флангах легіонери атакували, а пуніків з флангів прикривали легкі вершники і легкі піхотинці, сховані в тилу і організовані на кожному фланзі в три загони піхоти і три загони кінноти. Завдяки цьому град снарядів обрушився на слонів, які розвернулися і втекли, кидаючи свої власні ряди в безладдя. Римські вершники перемогли нумідійців, тому що вони подбали про те, щоб змусити нумідійців до ближнього бою, не залишаючи їм місця для відступу або метання списів. Балеарські пращники відзначилися в боротьбі з римлянами на флангах.
Поки африканські фланги були знищені, лівійці в центрі, найкращі війська, нічого не робили. Вони не могли допомогти своїм товаришам, тому що якщо вони не захистять центр, іспанці, що стояли перед ними, атакують. Останнім було наказано просуватися повільно. Фланги трималися як могли, але коли сонце досягло зеніту, карфагеняни почали падати від втоми, спеки і нестачі їжі, що менше вплинуло на краще нагодованих і дисциплінованих легіонерів. Тим часом, у центрі, де битва почалася набагато пізніше, пунійці вже були виснажені голодуванням перед початком бою, багато хто тримався за щити. Нарешті, сам Сципіон, піднявшись на коня, очолив фінальну атаку своїх солдатів з усіх боків. Африканці намагалися відступати організовано, обороняючись на кожному кроці, але врешті-решт не витримали і втекли до підніжжя пагорба. Однак римляни продовжували переслідувати їх і врешті-решт втекли до свого табору на пагорбах.

## Наслідки
Перемога при Іліпі дуже схожа на перемогу при Каннах, коли чисельно менша за силами та засобами армія поглинає більшу завдяки майстерності свого командира. Відмінності полягають у тому, що Сципіон, мабуть, спровокував бій, будучи більш агресивним, ніж Ганнібал, перед обличчям римлян, які прагнули напасти на нього, і що обмежена кавалерія Риму не повністю затиснула ворога в пастці, дозволивши йому втекти.
Тим часом Гасдрубал Барка перетнув Піренеї і взяв курс на Італійський півострів , де зустрівся зі своєю долею біля річки Метауро.
Сципіон утримувався від взяття заручників, що зробило його дуже популярним серед народу, і цієї політики він дотримувався з часів своєї перемоги при Бекулі. Незабаром вся карфагенська Іспанія опинилася в його руках. Незабаром він повернувся до Риму, овіяний променями слави за свої перемоги. Незважаючи на те, що він привіз велику здобич, численних полонених і навіть захоплені кораблі, сенат відмовив йому в праві на тріумф за перемоги, оскільки він воював як приватна особа — не мав команди консула чи проконсула, а лише генерала — і заслужив лише овації. Сципіон Африканський був обраний з imperium proconsulare лише над своїми легіонами, але не мав юридичної влади, хоча сам пропретор Сілан підкорився його команді.
Після його відходу багато колишніх доримських племен і міст почали вимагати своєї незалежності. Серед них були ілергети, остерети і седети басейну Ебро — Ібера. Незважаючи на бойові дії проти Ганнібала, сенат надіслав підкріплення, і до 201 року до н. е. ситуація була настільки спокійною, що гарнізон скоротили з двох до одного легіону, розпустивши решту. Після поразки Македонії сенатори вирішили нормалізувати ситуацію на півострові і призначили двох преторів для управління ним. У 197 році до н. е. територія Македонії опинилася під контролем римської армії, а ситуація була настільки спокійною, що гарнізон скоротили з двох до одного легіону, розпустивши решту. У 197 році до н. е. територія Македонії опинилася під контролем римської армії. У 197 р. до н. е. завойована територія була розділена на дві провінції: Hispania Citerior і Ulterior. Кожен претор мав 8000 легіонерів і 400 вершників, Стративши лідерів заколоту в Сукро, але збільшивши платню простим легіонерам за рахунок своїх іспанських союзників, римський полководець розпочав процес перетворення цих легіонів на свою особисту армію. Сципіон був, ймовірно, першим у довгій плеядіі харизматичних, заможних та успішних полководців, які змогли кинути виклик колективній владі сенату. Однак сенатська влада залишалася сильною, і римляни продовжували уникати приватних армій, незважаючи на приклади нових воєначальників, які мобілізували до зброї власну селянське військо, таких як Сципіон Еміліан; їхні легіони залишалися незалежними селянсько-власницькими ополченнями громадян. Лише після реформ Гая Марія, коли «народне військо» було замінено «приватними ополченнями» амбітних воєначальників, дух суперництва серед римської еліти призведе до падіння колегіальної влади.